# Eparchia romeńska
Eparchia romeńska – jedna z eparchii Ukraińskiego Kościoła Prawosławnego Patriarchatu Moskiewskiego, z siedzibą w Romnach. 

Eparchia romeńska na tle podziału administracyjnego UKP PM

Eparchia została erygowana decyzją Świętego Synodu Ukraińskiego Kościoła Prawosławnego na jego posiedzeniu w dniu 25 września 2013, poprzez wydzielenie z części dwóch eparchii: sumskiej i konotopskiej. Terytorialnie obejmuje 4 rejony obwodu sumskiego – buryński, łypowodołyński, nedryhajliwski i romeński.

## Biskupi romeńscy
- Józef (Maslenikow), 2015-2023[2]
- Tichon (Sofijczuk), od 2023[3]